# Municipio de Grassland
El municipio de Grassland (en inglés: Grassland Township) es un municipio ubicado en el condado de Renville en el estado estadounidense de Dakota del Norte. En el año 2010 tenía una población de 21 habitantes y una densidad poblacional de 0,23 personas por km².

## Geografía
El municipio de Grassland se encuentra ubicado en las coordenadas 48°41′2″N 101°37′32″O / 48.68389, -101.62556. Según la Oficina del Censo de los Estados Unidos, el municipio tiene una superficie total de 92.5 km², de la cual 86,06 km² corresponden a tierra firme y (6,96 %) 6,44 km² es agua.

## Demografía
Según el censo de 2010, había 21 personas residiendo en el municipio de Grassland. La densidad de población era de 0,23 hab./km². De los 21 habitantes, el municipio de Grassland estaba compuesto por el 100 % blancos. Del total de la población el 0 % eran hispanos o latinos de cualquier raza.